# Demba Seck
Demba Seck (Ziguinchor, 10 de febrero de 2001) es un futbolista senegalés. Juega de delantero y su equipo es el Partizán de Belgrado de la Superliga de Serbia. Es internacional absoluto por la selección de Senegal desde 2022.

## Trayectoria
Formado en las inferiores del SPAL, fue promovido al primer equipo en la temporada 2019-20 y cedido al Sasso Marconi de la Serie D, donde jugó sus primeros encuentros como sénior. Debutó con el SPAL, y en Serie B, el 18 de enero de 2021 en la victoria por 2-0 sobre el Reggiana.
El 31 de enero de 2022 fue adquirido por el Torino F. C. de la Serie A. Dos años después de su llegada empezó a acumular préstamos en el Frosinone Calcio, la U. S. Catanzaro 1929 y el Partizán de Belgrado.

## Selección nacional
Debutó por la selección de Senegal el 24 de septiembre de 2022 en la victoria por 2-0 sobre Bolivia por un encuentro amistoso.

## Estadísticas
Actualizado al último partido disputado el 1 de mayo de 2025.
| Club                          | Div.          | Temporada     | Liga  | Liga  | Copas nacionales | Copas nacionales | Copas internacionales | Copas internacionales | Total | Total |
| Club                          | Div.          | Temporada     | Part. | Goles | Part.            | Goles            | Part.                 | Goles                 | Part. | Goles |
| ----------------------------- | ------------- | ------------- | ----- | ----- | ---------------- | ---------------- | --------------------- | --------------------- | ----- | ----- |
| Sasso Marconi · Italia        | 4.ª           | 2019-20       | 24    | 5     | 0                | 0                | —                     | —                     | 24    | 5     |
| Sasso Marconi · Italia        | Total club    | Total club    | 24    | 5     | 0                | 0                | 0                     | 0                     | 24    | 5     |
| SPAL · Italia                 | 2.ª           | 2020-21       | 7     | 0     | 4                | 1                | —                     | —                     | 11    | 1     |
| SPAL · Italia                 | 2.ª           | 2021-22       | 18    | 1     | 1                | 0                | —                     | —                     | 19    | 1     |
| SPAL · Italia                 | Total club    | Total club    | 25    | 1     | 5                | 1                | 0                     | 0                     | 30    | 2     |
| Torino F. C. · Italia         | 1.ª           | 2021-22       | 6     | 0     | 0                | 0                | —                     | —                     | 6     | 0     |
| Torino F. C. · Italia         | 1.ª           | 2022-23       | 19    | 0     | 3                | 0                | —                     | —                     | 22    | 0     |
| Torino F. C. · Italia         | 1.ª           | 2023-24       | 9     | 0     | 1                | 0                | —                     | —                     | 10    | 0     |
| Torino F. C. · Italia         | Total club    | Total club    | 34    | 0     | 4                | 0                | 0                     | 0                     | 38    | 0     |
| Frosinone Calcio · Italia     | 1.ª           | 2023-24       | 11    | 0     | —                | —                | —                     | —                     | 11    | 0     |
| Frosinone Calcio · Italia     | Total club    | Total club    | 11    | 0     | 0                | 0                | 0                     | 0                     | 11    | 0     |
| U. S. Catanzaro 1929 · Italia | 2.ª           | 2024-25       | 18    | 0     | ―                | ―                | ―                     | ―                     | 18    | 0     |
| U. S. Catanzaro 1929 · Italia | Total club    | Total club    | 18    | 0     | 0                | 0                | 0                     | 0                     | 18    | 0     |
| Partizán de Belgrado Serbia   | 1.ª           | 2025-26       | 0     | 0     | 0                | 0                | 0                     | 0                     | 0     | 0     |
| Partizán de Belgrado Serbia   | Total club    | Total club    | 0     | 0     | 0                | 0                | 0                     | 0                     | 0     | 0     |
| Total carrera                 | Total carrera | Total carrera | 112   | 6     | 9                | 0                | 0                     | 0                     | 121   | 7     |

## Vida personal
Nacido en Senegal, Seck migró a Italia muy pequeño para reencontrarse con su padre.